# IS (satellite)
IS (en russe : Istrebitel Spoutnikov, «Destructeur de satellite»)   est une famille de satellites militaires soviétiques développé dans les années 1960 ayant la capacité  en temps de guerre de détruire des satellites de reconnaissance ennemis circulant sur l'orbite basse. Le programme, après avoir été déclaré opérationnel en 1973, est abandonné en 1993. Le satellite IS est un satellite de type kamikaze qui emporte une charge explosive classique qu'il fait exploser à faible distance du satellite visé après avoir effectué une série de manœuvres pour se rapprocher de celui-ci.  

## Historique
Les satellites de reconnaissance lancés dès le début de l'ère spatiale par les deux superpuissances de l'époque  les États-Unis et l'Union soviétique sont rapidement considérés comme des facteurs de renforcement des forces militaires classiques et deviennent à ce titre des cibles à abattre en cas de conflit. Les dirigeants de l'Union Soviétique, après avoir tenté en vain d'interdire par la voie diplomatique le survol de leur territoire par des satellites, décident de lancer le développement d'un satellite capable de détruire un autre satellite. La proposition de Vladimir Tchelomeï est sans doute adoptée en mars 1961. Le lanceur retenu pour placer en orbite le nouveau satellite est l'UR-200 également en cours de développement dans le bureau d'études de Tchelomeï. En 1964 l'UR-200 est abandonné au profit d'une adaptation du missile balistique R-36 reconverti en lanceur sous l'appellation Tsiklon-2A. Le lancement d'un premier satellite de test est effectué le 27 octobre 1967 sous l'appellation Cosmos-185. Près de 15 satellites sont lancés jusqu'en 1972 pour mettre au point le système. Les satellites qui servent de cible à ces essais sont de type DS-P1. Ils sont placés en orbite depuis le cosmodrome de Plessetsk par des lanceurs Cosmos-3M. Il s'agit de petits satellites de 643 kg conçus à l'origine pour étalonner les radars anti-missiles de la défense soviétique. Ce satellite emporte un instrument permettant de compter le nombre de shrapnels ayant atteint leur but. Au total 7 interceptions sont réalisées. Le traité SALT I (1972) ratifié par l'Union soviétique et interdisant l'agression des systèmes chargés de vérifier les accords de désarmement (dont font partie les satellites de reconnaissance) déclenche l’arrêt des tests jusqu'en 1975. Néanmoins le système IS, dans sa version originale dite IS-A, est déclaré opérationnel en 1973 et les tests reprennent en 1976 en invoquant la menace constituée par la navette spatiale américaine en cours de développement. Les ingénieurs soviétiques poursuivent les améliorations de l'IS en réduisant le temps d'interception à une orbite. Cette nouvelle version est  baptisée IS-MU. En 1983 l'Union soviétique annonce un moratoire unilatéral sur les systèmes d'interception par satellite mais elle poursuit néanmoins les développements sur l'IS-MU qui est déclarée opérationnel en avril 1991.  Le système est finalement abandonné en aout 1993 bien que les installations de calcul et de lancement soient maintenues en état opérationnel.

## Caractéristiques techniques
Le satellite IS a une masse de 1 400 kg et comprend deux sous-ensembles : le premier contient le système de guidage et une charge explosive de 300 kg, la seconde partie contient le système propulsif. Le corps du satellite est conçu de manière à se fragmenter sous l'effet de l'explosion en 12 groupes de shrapnels permettant de garantir la destruction d'une cible se trouvant dans un rayon de 1 km. Toutefois une interception frontale ne permet la destruction qu'à une distance de 400 mètres tandis qu'une explosion intervenant alors que le satellite rattrape sa cible permet sa destruction à une distance de 2 km. Le moteur-fusée peut être rallumé un grand nombre de fois et est conçu pour fonctionner de manière cumulée durant 300 secondes.

## Déroulement d'une mission
Le satellite IS doit se placer sur la même orbite que la cible pour pouvoir la détruire. Ceci peut être réalisé deux fois par jour lorsque le lanceur  peut placer le satellite IS sur le même plan orbital que sa cible. Le satellite une fois lancé est guidé par les contrôleurs au sol de manière à rattraper la cible en 1 à 2 orbites (1,5 à 3 heures). Le radar du satellite IS prend alors le relais pour réaliser le guidage jusqu'à ce que la cible ne soit plus qu'à quelques dizaines de mètres. La charge explosive est alors déclenchée ce qui éjecte des shrapnels qui viennent endommager le satellite visé.